# بیلی (گروه موسیقی)
بیلی (کره‌ای: 빌리; لاتین‌نویسی اصلاح‌شده: Billi; انگلیسی: Billlie) به صورت Bi11lie یا Billl!ə نیز نوشته می‌شود، گروه دخترانهٔ اهل کره جنوبی تشکیل شده توسط میستیک استوری است. بیلی در ۱۰ نوامبر ۲۰۲۱ با انتشار آلبوم چندآهنگهٔ The Billage of Perception: Chapter One فعالیت خود را آغاز کرد. این گروه در ابتدا شش عضو داشت: مون سوآ، سوهیون، هارام، تسوکی، شی‌یون و هارونا. عضو هفتم، شون، بعداً به گروه ملحق شد.

## اعضا
- مون سوآ (کره‌ای: 문수아)
- سوهیون (کره‌ای: 수현)
- هارام (کره‌ای: 하람)
- تسوکی (کره‌ای: 츠키)
- شون (کره‌ای: 션)
- شی‌یون (کره‌ای: 시윤)
- هارونا (کره‌ای: 하루나)

## جوایز و نامزدی‌ها
| مراسم جوایز                      | سال  | دسته                            | نامزد / اثر | نتیجه    | منابع       |
| -------------------------------- | ---- | ------------------------------- | ----------- | -------- | ----------- |
| جوایز آرتیست آسیا                | ۲۰۲۲ | جوایز پتانسیل – موسیقی          | بیلی        | برنده    | [ ۲ ]       |
| وفاداری مشتری با برند            | ۲۰۲۲ | تازه‌کار سال (آرتیست دختر)       | بیلی        | نامزدشده | [ ۳ ]       |
| جوایز اولین برند کره             | ۲۰۲۳ | آیدل دختر (ستاره در حال پیشرفت) | بیلی        | برنده    | [ ۴ ]       |
| جوایز موسیقی هانتو               | ۲۰۲۱ | جایزه تازه‌کار – گروه دخترانه    | بیلی        | نامزدشده | [ ۵ ]       |
| جوایز موسیقی هانتو               | ۲۰۲۳ | جایزه آرتیست در حال پیشرفت      | بیلی        | برنده    | [ ۶ ]       |
| جوایز موسیقی ملون                | ۲۰۲۲ | جایزه آرتیست تازه‌کار            | بیلی        | نامزدشده | [ ۷ ]       |
| جوایز برگزیده طرفداران ام‌نت ژاپن | ۲۰۲۱ | آرتیست تازه‌کار دختر سال         | بیلی        | نامزدشده | [ ۸ ] [ ۹ ] |